# 금오중학교 (경남)
금오중학교(金五中學校)는 대한민국 경상남도 양산시 동면 석산리에 있는 공립 중학교이다.

## 학교 연혁
- 2019년 1월 : 석산2 초중 통합학교 착공
- 2019년 11월 : 석산2 초중 통합학교에서 금오초중학교로 교명 변경
- 2020년 3월 : 금오초중학교 준공
- 2020년 3월 1일 : 금오초중학교 개교(7학급 편성)
- 2020년 3월 1일 : 초대 최진호 교장 부임
- 2021년 9월 1일 : 제2대 장영욱 교장 취임
- 2023년 2월 9일 : 제1회 졸업식(216명)
- 2023년 3월 2일 : 제4회 입학식(신입생 7학급 217명 입학)

## 참고 자료
- 금오중학교 - 한국교육학술정보원 학교알리미